# Emilio Linder
Emilio Linder, né Emilio Adolfo Lindner Rodríguez à Buenos Aires le 27 novembre 1949 est un acteur, musicien et présentateur hispano-argentin, résident en Espagne depuis 1973.

## Biographie
Ses premières apparitions devant la caméra se font sur le petit écran avec des seconds rôles dans les séries télévisées espagnoles El juglar y la Reina (es) (1978) et Escrito en América (es) (1979), Con las bragas en la mano (1981), ainsi qu'une participation à Ramón y Cajal (es) (1982). Il fait ses débuts au cinéma en 1980, dans les films La mano negra (ca), de Fernando Colomo et El gran secreto, de Pedro Mario Herrero (es).
Il participe ensuite à des films érotiques (avec des titres tels que Con las bragas en la mano, El orgasmo y el éxtasis, Christina y la reconversión sexual (es) ou Mi conejo es el mejor) et à quelques comédies comme Juana la loca... de vez en cuando (es) (1983).
Il revient à la télévision en 1986, cette fois en tant que présentateur, et anime les émissions La cesta de la compra (1986), sur l'économie domestique, De película (1987-1990), tous deux sur TVE, ainsi que sur Olé tus videos (1991-1992), avec Rosa Maria Sardà sur Telemadrid. Cela ne l'empêche pas de participer à des coproductions cinématographiques internationales, comme La grieta (es) (1990), Wings of Fame (1990), avec Peter O'Toole, Bethune : The Making of a Hero (1990), avec Donald Sutherland, Shooting Elizabeth (1992), avec Jeff Goldblum, Mutations (Slugs, muerte viscosa (1988) avec Concha Cuetos et The Rustlers Rhapsody, avec Tom Berenger entre autres, et également dans plusieurs westerns.
Il contribue à des séries télévisées comme Médico de familia (es), Más que amigos (es) (1997), Al salir de clase (es) (1999-2000), Tres son multitud (es) (2003), Al filo de la ley (es) (2004), et à des films comme Les Fantômes de Goya (2006), de Milos Forman, La voz dormida, de Benito Zambrano et Carmen, de Vicente Aranda, entre autres.
En 2007, il collabore à plusieurs épisodes de la série Hospital Central, Amar en tiempos revueltos (2009), Isabel (2013) et La que se avecina (2019). Il est également embauché par Pablo Moreno pour plusieurs réalisations : Le Réseau de la liberté (2017), Petra de San José (2021) e Guadalupe: Madre de la Humanidad.
Concernant sa carrière théâtrale, il convient de souligner ses rôles principaux dans Yepeto (2008) de Roberto Cossa, Beaucoup de bruit pour rien de William Shakespeare et Testament de Josep Maria Benet i Jornet.

## Filmographie partielle

### Cinéma
- 1980 : La mano negra (ca), de Fernando Colomo : Jorge Luis
- 1980 : El gran secreto, de Pedro Mario Herrero (es) : Tomás
- 1982 : Les Diables de la mer (Los diablos del mar) de Juan Piquer Simón
- 1982 : Con las bragas en la mano de Julio Pérez Tabernero : Sergio
- 1982 : Mi conejo es el mejor de Ricardo Palacios : Carlos
- 1983 : Juana la loca... de vez en cuando (es) de José Ramón Larraz
- 1983 : El orgasmo y el éxtasis d'Ismael González
- 1984 : Christina y la reconversión sexual (es) de Francisco Lara Polop : Alain
- 1987 : Bianco Apache de Claudio Fragasso et Bruno Mattei : shérif Armstrong (non crédité)
- 1987 : Scalps de Bruno Mattei : Frank
- 1988 : Mutations (Slugs, muerte viscosa) de Juan Piquer Simón : David Watson
- 1989 : L'Abîme (es) (La grieta) de Juan Piquer Simón : Philippe
- 1990 : Les Ailes de la renommée (Wings of Fame) d'Otakar Votocek
- 1990 : Docteur Norman Bethune (Bethune : The Making of a Hero) de Phillip Borsos
- 1992 : Shooting Elizabeth de Baz Taylor : acheteur
- 2003 : Carmen, de Vicente Aranda : Aristoteles
- 2006 : Les Fantômes de Goya, de Milos Forman
- 2011 : La voz dormida, de Benito Zambrano
- 2016 : Poveda de Pablo Moreno : Don Rafael
- 2016 : Ignace de Loyola de Paolo Dy et Cathy Azanza : Père Hernando
- 2016 : Luz de Soledad de Pablo Moreno : Don Nicasio Gallego
- 2017 : Le Réseau de la liberté de Pablo Moreno : soldat vétéran
- 2020 : Saint Antoine-Marie Claret de Pablo Moreno : Alejo
- 2021 : Petra de San José de Pablo Moreno : évêque de Malaga
- 2024 : Guadalupe: Madre de la Humanidad de Pablo Moreno

### Télévision
- 1978 : El juglar y la Reina (es)
- 1979 : Escrito en América (es) (1979)
- 1981 : Con las bragas en la mano
- 1982 : Ramón y Cajal (es)
- 1986 : La cesta de la compra (TVE)
- 1987-1990 : De película (TVE)
- 1991-1992 : Olé tus videos (Telemadrid)
- 1997 : Médico de familia (es)
- 1997 : Más que amigos (es)
- 1999-2000 : Al salir de clase (es)
- 2003 : Tres son multitud (es)
- 2003 : Al filo de la ley (es)
- 2009 : Hospital Central
- 2009 : Amar en tiempos revueltos
- 2013 : Isabel
- 2019 : La que se avecina

## Théâtre
- Yepeto (2008) de Roberto Cossa
- Beaucoup de bruit pour rien de William Shakespeare
- Testament de Josep Maria Benet i Jornet.